# Francisco Orlich Bolmarcich
Francisco José Orlich Bolmarcich (San Ramón, 10 marzo 1907 – San José, 29 ottobre 1969) è stato un politico costaricano.

## Biografia
Di origini vegliote da parte di padre e chersine da parte di madre, si sposò nel 1932 con Marita Camacho Quirós, divenuta in seguito supercentenaria e la persona costaricana più longeva di sempre.
Morì a San José nel 1969, all'età di 62 anni; nel 1977, l'assemblea legislativa della Costa Rica gli conferì l'onorificenza di Benemérito de la Patria.

## Carriera politica
È stato Presidente della Costa Rica dal maggio 1962 al maggio 1966 come rappresentante del Partito Liberazione Nazionale.
Durante il mandato, Orlich inaugurò l'Ospedale Nazionale Pediatrico e affrontò i gravi problemi causati dalla prolungata eruzione del vulcano Irazú tra il 1963 e il 1965. Nel marzo 1963 si tenne in Costa Rica l'incontro dei presidenti degli Stati dell'America centrale con il presidente degli Stati Uniti d'America John Fitzgerald Kennedy. In quegli anni fu inoltre fondato l'Istituto Nazionale per l'Apprendimento (Instituto Nacional de Aprendizaje) e fu promossa una riforma dell'istruzione secondaria volta a includere nel programma di formazione professionale nuove materie nel campo dell'agricoltura e del commercio.
Verso la fine del suo mandato, con il Decreto Dirigenziale del Presidente del Consiglio del 16 aprile 1965, venne creato il Movimento Nazionale della Gioventù, scioltosi nel 2002.